# هنري بيلينجهام
هنري بيلينجهام (بالإنجليزية: Henry Bellingham) هو سياسي بريطاني، ولد في 29 مارس 1955 في شلتنهام في المملكة المتحدة. حزبياً، نشط في حزب المحافظين.

## مناصب
- في الانتخابات العمومية للمملكة المتحدة 1983 [الإنجليزية]‏، انتخب عضو البرلمان التاسع والأربعون للمملكة المتحدة عن دائرة نورفولك الشمالية الغربية خلال فترته النيابية ‏ (9 يونيو 1983 – 18 مايو 1987).
- في الانتخابات العمومية للمملكة المتحدة 1987 [الإنجليزية]‏، انتخب عضو البرلمان الخمسون للمملكة المتحدة عن دائرة نورفولك الشمالية الغربية خلال فترته النيابية ‏ (11 يونيو 1987 – 16 مارس 1992).
- في الانتخابات العامة في المملكة المتحدة 1992 [الإنجليزية]‏، انتخب عضو البرلمان الحادي والخمسون للمملكة المتحدة عن دائرة نورفولك الشمالية الغربية خلال فترته النيابية ‏ (9 أبريل 1992 – 8 أبريل 1997).
- في الانتخابات العامة في المملكة المتحدة 2001، انتخب عضو برلمان المملكة المتحدة الـ53 عن دائرة نورفولك الشمالية الغربية وقد انضم خلال فترته النيابية ‏ (7 يونيو 2001 – 11 أبريل 2005) للكتلة البرلمانية حزب المحافظين.
- في الانتخابات العامة في المملكة المتحدة 2005، انتخب عضو برلمان المملكة المتحدة الـ54 عن دائرة نورفولك الشمالية الغربية وقد انضم خلال فترته النيابية ‏ (5 مايو 2005 – 12 أبريل 2010) للكتلة البرلمانية حزب المحافظين.
- في انتخابات المملكة المتحدة لعام 2010، انتخب عضو برلمان المملكة المتحدة الـ55 عن دائرة نورفولك الشمالية الغربية وقد انضم خلال فترته النيابية ‏ (6 مايو 2010 – 30 مارس 2015) للكتلة البرلمانية حزب المحافظين.
- في الانتخابات العامة في المملكة المتحدة 2015، انتخب عضو برلمان المملكة المتحدة الـ56 عن دائرة نورفولك الشمالية الغربية وقد انضم خلال فترته النيابية ‏ (8 مايو 2015 – 3 مايو 2017) للكتلة البرلمانية حزب المحافظين.
- في الانتخابات التشريعية البريطانية 2017، انتخب عضو برلمان المملكة المتحدة الـ57 عن دائرة نورفولك الشمالية الغربية وقد انضم خلال فترته النيابية ‏ (8 يونيو 2017 – ) للكتلة البرلمانية حزب المحافظين.